# Piper pseudoacreanum
Piper pseudoacreanum är en pepparväxtart som beskrevs av J.A. Steyermark. Piper pseudoacreanum ingår i släktet Piper och familjen pepparväxter. Inga underarter finns listade i Catalogue of Life.